# Harry Kermode
Pour les articles homonymes, voir Kermode.
Harry Kermode, né le 18 juillet 1922, à Nanaimo, au Canada et mort le 19 août 2009, à Vancouver, au Canada, est un joueur canadien de basket-ball.